# آکروجیریا
آکروجیریا (به انگلیسی: Acrogeria) یا سندرم گوترون (به انگلیسی: Gottron's syndrome) یک بیماری پوستی است که مشخصه‌اش پیری زودرس پوست است و معمولاً به شکل پوست نازک و شکننده در دست‌ها و پاها (اندام‌های انتهایی) بروز می‌کند.
سندرم گوترون که در دهه ۱۹۴۰ شناسایی شد، یکی از سندرم‌های کلاسیک پیری زودرس مادرزادی است که در اوایل زندگی رخ می‌دهد، برخی دیگر از این گونه سندرم‌ها، پانجیریا (سندرم ورنر) و پروجیریا (سندرم هاچینسون-گیلفورد) هستند.[۲] آکروجیریا را هاینریش آدولف گوترون در سال ۱۹۴۱ توصیف کرد. او متوجه پیری زودرس پوستی موضعی در دست و پا در دو برادر شده بود و این مشکل از بدو تولد وجود داشت.
شروع بیماری اغلب در اوایل دوران کودکی آغاز می‌شود و ظرف چند سال پیشرفت می‌کند و سپس در طول زمان با شکل ظاهری، رنگ و مکان مشخص، ثابت باقی می‌ماند. تمایل به کبودی در نواحی مبتلا مشاهده شده است. جهش در ژن COL3A1، واقع بر بازوی بلند کروموزوم ۲، در فنوتیپ‌های مختلف، از جمله آکروجیریا و پارگی عروق در نوع عروقی سندرم اهلرز-دنلوس گزارش شده است.